# Quizás, quizás, quizás
Quizás, quizás, quizás 또는 간단히 Quizás는 1947년 발표된 오스발도 파레스의 팝 음악 노래이다. 스페인어 Quizás 는 "어쩌면", "아마도" 라는 뜻이다.

## 작곡
오스발도 파레스는 쿠바 출신의 팝 음악가이다. 1903년 비야클라라주의 케마도 데 기네에서 출생하였고 1940년대에 쿠바에서 활동하였으며 1962년 미국으로 망명하였다. 1947년 푸에르토리코 출신의 가수 바비 카포를 위해 〈Quizás, quizás, quizás〉를 작곡하였고 크게 히트하였다. 곡은 히스패닉 아메리카에서 유행하던 춤인 볼레로 리듬에 맞추어 작곡되었다.

## 가사
원곡의 가사는 스페인어로 작사되었고 다음과 같다.
스페인어:
Siempre que te pregunto

Que, cuándo, cómo y dónde

Tú siempre me respondes

Quizás, quizás, quizás

Y así pasan los días

Y yo, des esperando

Y tú, tú contestando

Quizás, quizás, quizás

Estás perdiendo el tiempo

Pensando, pensando

Por lo que más tú quieras

¿Hasta cuándo? ¿Hasta cuándo?

Y así pasan los días

Y yo, des esperando

Y tú, tú contestando

Quizás, quizás, quizás

한국어 번역:
항상 네게 따지듯 물었지

언제? 어떻게? 어디서? 하고

넌 늘 내게 대답하지

어쩌면, 아마도, 아마도.

그렇게 날들은 지나만 가고

그렇게 나는 기다리기만 하지

그렇게 너는 대답만 하네

어쩌면, 아마도, 아마도.

시간만 잃어버리고 있네

생각하고 생각하느라

네가 더 바라는 것을 위해

언제까지? 언제까지?

그렇게 날들은 지나만 가고

그렇게 나는 기다리기만 하지

그렇게 너는 대답만 하네

어쩌면, 아마도, 아마도.

## 번안곡
조 데이비스가 〈Perhaps, Perhaps, Perhaps〉라는 제목으로 번역하여 커버하였고 1948년 데시 아르나즈가 다시 커버하였다.
프랑스에서는 자크 라루가 비슷한 발음을 갖는 제목의〈프랑스어: Qui sait, qui sait〉(누가 알겠어?)로 번안하여 불렀다.

## 커버
발표 이후 지금까지 수 많은 가수들이 커버하였다. 최근의 것으로는 2017년 그레고리 포터의 앨범 《Nat King Cole & Me》에 수록된 것이 있다.